# 407 î.Hr.

## Nașteri
- dată necunoscută: Euridice (Macedonia)  (d. ?)